# Depot von Slavče
Das Depot von Slavče (auch Hortfund von Slavče) ist ein Depotfund der frühbronzezeitlichen Aunjetitzer Kultur aus Slavče im Jihočeský kraj, Tschechien. Es datiert in die Zeit zwischen 1800 und 1600 v. Chr. Das Depot befindet sich heute im Südböhmischen Museum in Budweis.

## Fundgeschichte
Das Depot wurde erstmals 1893 erwähnt. Das genaue Datum der Entdeckung und die Fundumstände sind unbekannt. Die Fundstelle ist ein Steinbruch westlich von Slavče am östlichen Fuß des Berges Kluk.

## Zusammensetzung
Das Depot besteht aus zwei bronzenen Spangenbarren und zwei Bruchstücken von weiteren Barren. Ein Barren ist neuzeitlich zerbrochen und verformt.